# William Collum
William "Willie" Collum, född 18 januari 1979 i Glasgow, är en fotbollsdomare från Skottland. Collum blev internationell Fifa-domare 2006.